# 誓い (Do As Infinityの曲)
「誓い」（ちかい）は、日本のロックバンド・Do As Infinityの24作目（通算25作目）のシングル。

## 概要
- 前作「JIDAISHIN」から10ヶ月ぶり、一般流通としては前作「∞2」から約1年1ヶ月ぶりのシングル。
- 表題曲はゲームソフト『戦国BASARA CHRONICLE HEROES』の挿入歌に使用された[1]。ゲームソフトのタイアップは「TAO」以来4作ぶりとなった。
- ジャケットが異なるCD+DVD規格の戦国BASARA Ver.とCD規格のDo As Infinity Ver.の2形態で発売された。戦国BASARA Ver.のDVDには表題曲のBASARAオリジナルムービーと特典映像として『戦国BASARA CHRONICLE HEROES』のゲーム映像を用いたミュージック・ビデオが収録された。また、初回プレス仕様の特典として『戦国BASARA』巻き帯ステッカーが同梱された。Do As Infinity Ver.には『Do As Infinity LIVE TOUR 2011 ～EIGHT～』から「Baby! Baby! Baby!」「Special」「Hand in Hand」のライブ音源が収録された[1]。
- オリコンチャート初登場28位を獲得。「Oasis」以来21作ぶりにトップ20入りを逃した。

## 収録曲
1. 誓い [4:25]
作詞：Kyasu Morizuki
作曲：Katsumi Ohnishi
編曲：Seiji Kameda
自分自身への挑戦をテーマにした楽曲[1]。
2. 誓い (Instrumental) [3:59]
作曲：Katsumi Ohnishi
編曲：Seiji Kameda
戦国BASARA Ver.のみ収録されている、表題曲のインストゥルメンタルバージョン。
3. Baby! Baby! Baby! (from LIVE TOUR2011～EIGHT～) [3:59]
作詞：Masanori Ouchi
作曲：Shoichiro Hirata
編曲：Seiji Kameda
Do As Infinity Ver.のみ収録されている、8thアルバム収録曲のライブ音源。
4. Special (from LIVE TOUR2011～EIGHT～) [3:51]
作詞：Ryo Owatari
作曲：STIL
編曲：Seiji Kameda
Do As Infinity Ver.のみ収録されている、8thアルバム収録曲のライブ音源。
5. Hand in Hand (from LIVE TOUR2011～EIGHT～) [5:04]
作詞：Kenn Kato
作曲：Katsumi Ohnishi
編曲：Seiji Kameda
Do As Infinity Ver.のみ収録されている、8thアルバム収録曲のライブ音源。

## 参加ミュージシャン
Do As Infinity
- 伴都美子：Vocal (#1,3〜5)、Chorus (#1)
- 大渡亮：Guitar (全曲)、Chorus (#3〜5)

Support Musician
- 亀田誠治：Bass (#1,2)
- 岡本陽一：Bass (#3〜5)
- 河村"カースケ"智康：Drums (#1,2)
- 松本淳：Drums (#3〜5)
- 佐藤大剛：Guitar (#3〜5)
- 斎藤有太：Acoustic Piano (#1,2)
- 高瀬順：Keyboards (#3〜5)
- 村石有香：Chorus & Tambourine & Keyboards (#3〜5)
- 豊田泰孝：Manipulator (#1,2)

## タイアップ
- カプコン社製PlayStation Portable専用ゲームソフト『戦国BASARA CHRONICLE HEROES』挿入歌 (#1)

## 収録アルバム
- TIME MACHINE (#1)
- The Best of Do As Infinity (#1)
- Anime and Game COLLECTION (#1)
- 2 of Us [RED] -14 Re:SINGLES- (#1 2 of Us)
- Lounge (#1)
- Do The Complete (#1)